# Comitê Paralímpico Palestino
O Comitê Paralímpico Palestino é o Comitê Paralímpico Nacional que representa a Palestina. A instituição é responsável pela organização das equipes palestinas que participam nos Jogos Paralímpicos.
Em 2010, o Comitê Paralímpico Palestino e a agência de ajuda global Mercy Corps, iniciaram um programa de dois anos, financiado pela União Europeia (UE). O programa de 533.000 euros (cerca de 650.000 dólares estadunidenses) para capacitar jovens palestinos com deficiência, siga a pesquisa da Agência das Nações Unidas para o Esporte para Desenvolvimento e a Paz.